# Siergiej Klaczin
Siergiej Nikołajewicz Klaczin (rus. Сергей Николаевич Клячин; ur. 20 listopada 1986 w Czajkowskim) – rosyjski biathlonista, dwukrotny brązowy medalista mistrzostw Europy.
Klaczin swoje starty na arenie międzynarodowej rozpoczął od zawodów Pucharu IBU w Östersund w sezonie 2011/2012. W pierwszej konkurencji, sprincie na 10 km, zajął 20. miejsce. Tydzień później w Ridnaun pierwszy raz stanął na podium, zajmując trzecie miejsce w biegu indywidualnym. Podczas mistrzostw Europy w Osrblie, Klaczin wywalczył dwa brązowe medale, w sztafecie oraz sprincie.

## Osiągnięcia

### Mistrzostwa Europy
| 2012 Osrblie (Słowacja) | 4. miejsce (IN), 3. miejsce (SP), 9. miejsce (PU), 3. miejsce (RL) |

### Puchar IBU

#### Miejsca na podium chronologicznie
| Lp. | Dzień      | Rok  | Miejscowość | Konkurencja                | Lokata | Pudła   | Czas biegu  | Strata  | Zwycięzca              |
| --- | ---------- | ---- | ----------- | -------------------------- | ------ | ------- | ----------- | ------- | ---------------------- |
| 1.  | 10 grudnia | 2011 | Ridnaun     | Bieg indywidualny na 20 km | 3.     | 0+1+0+0 | 51:03.4 min | +26.6 s | Jean-Guillaume Béatrix |
| 2.  | 11 lutego  | 2011 | Canmore     | Sprint na 10 km            | 2.     | 1+0     | 26:18.4 min | +5.0 s  | Nathan Smith           |
| 3.  | 16 lutego  | 2012 | Canmore     | Sprint na 10 km            | 3.     | 0+0     | 26:20.2 min | 7.1 s   | Nathan Smith           |
| 4.  | 8 marca    | 2012 | Altenberg   | Bieg indywidualny na 20 km | 1.     | 0+0+1+0 | 53:56.7 min | –       | –                      |